# Teoria critica
La teoria critica è una teoria sociale e filosofica sviluppatasi nel primo Novecento nell'ambito dell'Istituto per la ricerca sociale di Francoforte (Scuola di Francoforte). Assume anche il nome di filosofia sociale o ricerca sociale, e riprende e rielabora alcuni aspetti del marxismo eterodosso.

## Descrizione
Il progetto intende riprendere l'indagine sociale di Marx, sbarazzandosi del carattere ortodosso e fortemente incentrato sull'aspetto economico, per estenderla alle numerose discipline di competenza dei componenti dell'Istituto (fanno parte del nucleo più importante Theodor Adorno, filosofo e musicologo; Erich Fromm, psicologo; Herbert Marcuse, letterato e filosofo; Max Horkheimer, filosofo e "testa" del gruppo; Leo Löwenthal, letterato; e Friedrich Pollock, economista).
Scrive al proposito Max Horkheimer:
"Quando sorse, negli anni venti, la teoria critica si era ispirata all'idea di una società migliore; aveva un atteggiamento critico verso la società, e altrettanto critico nei confronti della scienza [...] speravamo sarebbe giunto il tempo in cui questa società avrebbe potuto essere realizzata in vista del bene di tutti [...] Il cammino della società che infine cominciammo a vedere, e quale oggi lo giudichiamo, è completamente diverso. Ci siamo convinti che la società si trasformerà in un mondo totalmente amministrato"
Con queste parole Horkheimer sancisce la fine di un'esperienza e di una generazione.
L'accento dell'indagine verrà così spostato dalla storia del movimento operaio ad una teoria interdisciplinare della società, "in cui la costruzione filosofica non sia dissociata dalla ricerca empirica". Superato il modello di Marx, si aprono dubbi a proposito della possibilità d'emancipazione per mezzo di una rivoluzione, col sospetto che l'ipotetico artefice - il proletariato - si sia ormai integrato nei ranghi del corpo sociale che avrebbe dovuto sovvertire.
Dovendo spiegare così non più la necessità del socialismo, ma il suo mancato avvento, la teoria critica dovrà muovere dall'ambito d'indagine della struttura produttiva alla sfera sovrastrutturale della cultura, dove individua il "collante" dell'edificio sociale capitalista, altrimenti destinato a crollare sotto il peso della sua intrinseca irrazionalità.
La teoria critica lotta contro un pensiero rassegnato, per così dire la "teoria tradizionale", che dipinge il mondo con le tinte del mito e che accetta a livello inconsapevole, trasfigurandoli come eterni, i rapporti socio-economici della società capitalista/totalitaria, che vede delineate come razionali le gravi patologie di cui è vittima e che saranno oggetto dell'indagine dei francofortesi.
Il confronto della ricerca sociale con il "mondo culturale" che gli si oppone avverrà seguendo quattro nuclei tematici principali.
1. La critica di scienza, metafisica e filosofia e la polemica contro il positivismo che ne regola il rapporto con la realtà, connotandole di un "deficit di riflessività" che andrebbe a legittimarne l'incapacità di riconoscerne i veri fini (conoscenza, scomparsa dell'ingiustizia, emancipazione).
2. Il connubio tra marxismo e psicanalisi, che identifica nella sfera pulsionale collettiva l'anello mancante fra il condizionamento economico e l'agire politico. Qui Erich Fromm identifica nella struttura libidica collettiva una forma di masochismo verso il potere che opprime, che definirà come il carattere masochistico autoritario.
A questo tema le indagini di Horkheimer e Marcuse affiancheranno lo studio della funzione della famiglia, che la vede artefice di un imprinting fondamentale, quello dell'educazione alla rassegnazione e all'ubbidienza, che sarà indispensabile al successo del carattere masochistico proprio dell'ordinamento borghese.
3. La critica dell'arte e della cultura di massa, che vede Adorno esaminare come l'estensione a tutte le forme culturali del feticismo delle merci abbia mutato l'opera d'arte, riducendone la fruizione alla sfera del consumo e individuandone gli effetti alienanti descritti come una forma di regressione a un infantilismo che inibisce ogni desiderio di libertà felice.
Da qua il rifiuto delle tesi di Walter Benjamin (comunque punto di riferimento essenziale per la ricerca di Adorno) a proposito di un potenziale emancipativo della cultura di massa, la quale viene definita da Adorno come industria culturale.
4. La critica dell'economia politica e la diagnosi del totalitarismo, non più inteso come sviluppo completo del capitalismo monopolistico (come per Neumann e Kirchheimer) ma che vede, secondo la teoria del capitalismo di stato di Pollock e la teoria del racket di Horkheimer, un'istanza politica (lo stato autoritario) porre tutte le contraddizioni, potenzialmente esplosive, sotto il controllo di una burocrazia legata all'industria e ai partiti, disinnescandole in maniera definitiva. Si apre così la prospettiva di un mondo completamente amministrato, integralmente organizzato in modo razionale, spostando così l'oggetto d'indagine dell'Istituto da una teoria della rivoluzione mancata a una teoria della civiltà mancata.
Lo sviluppo di queste riflessioni verrà poi completato, aprendo nuove strade interpretative, in Dialettica dell'illuminismo, a cura di Horkheimer e Adorno. 
Attualmente uno degli esponenti più noti della seconda generazione della teoria critica (Scuola di Francoforte), è il filosofo tedesco Jürgen Habermas.